# Buitenplaats Rustenhoven
De 18de-eeuwse buitenplaats Rustenhoven ligt aan de Dorpsweg in het Utrechtse dorp Maartensdijk aan de rand van de bebouwde kom op de grens van bos- en weidegebied. Rustenhoven ligt in een rijtje van enkele landhuizen, waaronder de naaste 'buurman' Eyckenstein en wat verder naar het oosten Rovérestein.

## De Buitenplaats
De symmetrisch opgebouwde 18de-eeuwse voorgevel springt vanaf de weg meteen in het oog. Het voorste deel van dit zogeheten verdubbelde huis - bestaande uit twee beuken met twee, parallel gelegen zadeldaken - kwam gereed in 1758 en naar alle waarschijnlijkheid werden de muur en het bakhuisje aan de oostzijde toen ook gebouwd. Het daarachter gelegen middenstuk dateert uit het begin van de 19de eeuw, terwijl de verbouwingen in de jaren twintig van de 20e eeuw en kort na WO II het achtergedeelte zijn huidige gezicht gaven. De oorspronkelijke l8de-eeuwse voorgevel werd gebouwd in de Lodewijk XIV-stijl. Deze bouwstijl met zijn tamelijk sobere rechte gevels, waarbij het accent vooral valt op de middenpartij door de versiering met beeldhouwwerk en ornamenten rond de deur stamt uit de tijd van de Franse koning Lodewijk XIV.
Rustenhoven is regelmatig door prominente Nederlanders bewoond geweest, hetzij permanent, hetzij als zomerresidentie. Achtereenvolgens woonden er de schout Swaving, de adellijke families Rovere van Breugel en Van Breugel Douglas, de familie Burman Eyck tot Zuilichem, notaris Van Meerlant, de families Klever en Lugt, de familie Fentener van Vlissingen en de familie Bolle met het Barometermuseum. De familie Bolle heeft Rustenhoven het langst permanent bewoond.
Het buitengoed was vroeger 130 ha groot, maar werd in de 20e eeuw aanzienlijk verkleind door grondschenkingen en verkoop. Rustenhoven ging dikwijls in andere handen over en het hoofdgebouw onderging ingrijpende veranderingen. Van binnen is weinig meer origineel 18de-eeuws en er is nogal wat aangebouwd. Toch is het beeldbepalende pand nog steeds van grote cultuurhistorische waarde, mede doordat van het oorspronkelijke 18de-eeuwse voorgedeelte de gevels behouden zijn gebleven en vanwege de ligging in het oude parkbos.

## Eigenaren

### Periode Heilige Kruisgasthuis (tot 1739)
De percelen grond waar Rustenhoven op werd gebouwd, waren reeds vroeg in de 16de eeuw in het bezit van het H. Kruisgasthuis buiten de Wittevrouwenpoort van Utrecht. Deze percelen komen voor in het kaartboek dat zich in het archief van dit gasthuis bevindt. Dat de percelen reeds vroeg in het bezit waren van het genoemde gasthuis blijkt uit de rentboeken, waarin de verhuur van de percelen over een grote periode, zij het met hiaten, terug te vinden is.

### Periode Swaving (1739-1793)
In 1739 werden de percelen publiekelijk verkocht aan Johan Swaving. Deze was geboren in Drenthe en verhuisde van Amsterdam naar Maartensdijk toen hij schout en gadermeester van het gerecht Oostveen werd, zoals de gemeente Maartensdijk toen heette. Het bestuur van dit gerecht berustte bij de domproost. Als ambachtsheer benoemde deze de schout en schepenen. De ambtsperiode van Swaving liep van 1715 tot 1759 en daarnaast was hij notaris.
Op een van de door hem in 1739 gekochte percelen liet Swaving in 1758 een hofstede bouwen die de naam Rustenhoven kreeg, in lijn met de welverdiende rust die hij bij het bereiken van de 75-jarige leeftijd en na zijn ambt als schout en notaris verdiend had. Swaving overleed in 1764. Door de erven Swaving werd Rustenhoven in 1793 verkocht.

### Periode van Breugel (1793-1890)
In 1793 kocht jhr. Jan de Rovere van Breugel (1757-1829) de buitenplaats. In tegenstelling tot de familie Swaving gebruikte de familie Van Breugel Rustenhoven in hoofdzaak als zomerresidentie.
Van Breugel was onder andere raad in de vroedschap van de gemeente Utrecht. Na zijn overlijden trouwde Robert baron van Breugel Douglas in 1839 met een dochter van Jan de Rovere van Breugel. Kort na het overlijden van mr. R. baron van Breugel Douglas (1791-1873) en diens vrouw jkvr. Anna Maria de Rovere van Breugel (1793-1874) werd Rustenhoven bewoond door een familielid, N.L. Burman Eyck tot Zuylichem, later burgemeester van Maartensdijk.
Rustenhoven onderging in de 19de eeuw de nodige veranderingen. Zo werd het 18de-eeuwse gedeelte naar achteren uitgebreid met een rentmeesterswoning en een boerderij. De adellijke eigenaren hadden het recht om duiven te houden en lieten in een nabijgelegen weiland een grote stenen til bouwen die in 1920 is afgebroken. In het begin van de 19de eeuw werd een parkbos aangelegd met waterpartijen.

### Periode Vermeulen/van Meerlant (1890-1919)
In 1890 verkochten vader mr. Caspar baron van Breugel Douglas (1824-1894) en zijn zoon jhr. Jan de Rovere van Breugel (1867-1937) buitenplaats Rustenhoven aan Gijsbertus Hendrikus Vermeulen, van beroep boekhouder. Over die periode is hoegenaamd niets bekend. Hetzelfde geldt voor de periode onder de volgende eigenaar Hendrik van Meerlant, notaris te Utrecht van 1875 tot 1898.

### Periode Klever (1919-1947)
In 1919 kwam de buitenplaats in handen van J. Klever. Klever trok in 1920 in het huis, gevolgd door zijn schoonzoon Frits Lugt en zijn gezin. Lugt was een vooraanstaand kunstkenner en verzamelaar van etsen, tekeningen en schilderijen. Voor hem en zijn gezin werd in 1923 ‘Het Landhuis’ gebouwd, in de bossen achter Rustenhoven.
In 1925 schakelde de heer Klever de architect dr. ir. D.F. Slothouwer uit Amsterdam in om het oudste gedeelte van Rustenhoven weer zijn oorspronkelijke luister terug te geven en het 18de-eeuwse huis op harmonieuze wijze in oud-Hollandse stijl naar achteren uit te bouwen. Achterin Rustenhoven kwam een ovale koepelzaal voor de kunstwerken. Deze zaal lag ingeklemd tussen twee kluisruimten waar de rest van de collectie was opgeslagen.
In 1931 verhuisden de families Klever en Lugt, waarna Rustenhoven werd beheerd door de rentmeester. In 1936 werd een groot deel van het oude gebied van Rustenhoven geschonken aan de Stichting Het Utrechts Landschap. Er bleven ruim veertig ha over.
Begin 1940 waren er Nederlandse militairen ingekwartierd en tijdens de Tweede Wereldoorlog was er een gobelinweverij in gevestigd. In de laatste bezettingsmaanden zat er een Duitse transportcompagnie met valschermjagers. Na de bevrijding werd het gebouw gevorderd door de Binnenlandse Strijdkrachten en de Canadezen, waarna het diende als opvang voor gerepatrieerden uit Nederlands Oost-Indië.

### Periode Fentener van Vlissingen (1947-1975)
In 1947 werd Rustenhoven gekocht door J. Fentener van Vlissingen die het tijdens de jaren rond de bezetting danig uitgewoonde pand grondig liet renoveren en aanpassen. Daardoor zijn er authentieke elementen verloren gegaan.
Kort na 1970 splitste de heer Fentener van Vlissingen zijn landgoed. Hij liet een bungalow bouwen op zijn grondgebied en zette het hoofdgebouw met het koetshuis en anderhalve ha grond waaronder het parkbos te koop.

### Periode Bolle (1975-1999)
In 1975 werd antiquair B. Bolle eigenaar en vestigde zich daar met echtgenote, ouders een antiekzaak. De eigenaar was gespecialiseerd in barometers en schreef er vakboeken over. Rustenhoven groeide spoedig uit tot een barometercentrum met een restauratieatelier voor barometers.
In 1987 werd het Barometermuseum in Rustenhoven gehuisvest. Mede door het museum kregen Rustenhoven en Maartensdijk landelijke bekendheid, niet het minst door de immense Bert Bolle Barometer die daar in 1985 was opgericht door de eigenaar. Het twaalf meter hoge instrument kreeg een vermelding in het Internationale Guinness Book of Records.
Omstreeks 1990 werd er rond Rustenhoven een landschapstuin aangelegd met in totaal 250 meter aan waterpartijen en bijzondere beplanting.
De familie Bolle verkocht Rustenhoven in 1999 aan particulieren en emigreerde naar Australië, met medeneming van de waterbarometer die in Denmark, West-Australië een nieuwe bestemming kreeg.

### Periode Scholten/Eykel/aan de Stegge (1999- )
In 1999 kocht J. Scholten het buiten, verkocht het koetshuis aan D. Eykel door en ging zelf het hoofdgebouw bewonen. De kort tevoren aangelegde landschapstuin werd platgewalst en maakte weer plaats voor gazon. De oprijlaan werd uitgebreid in oude stijl en het koetshuis werd geheel aan het oog onttrokken door een aarden wal met hoge beplanting. Rustenhoven werd inwendig gerenoveerd, maar werd aan de voorzijde geschonden door het weghalen van het authentieke naambord en het breken van een der antieke marmeren vazen. Kort daarna werd het pand weer in de verkoop gezet. In 2005 werd A. aan de Stegge de nieuwe eigenaar. Het koetshuis is intussen geheel verbouwd tot woonruimte en de authentieke kas uit 1923 is geheel gerestaureerd.